# Somporn Saekhow
Somporn Saekhow, Thai: สมพรแซ่โค้ว, (Kanchanadit, 1940 - 20 augustus 2002) was een Thaise boer uit Surat Thani die bekend verwierf als trainer van apen.
Somporn groeide op als zoon van kokosnootboeren en maakte mee hoe apen traditioneel voor de kokosnotenpluk werden ingezet. Deze apen - die vanwege hun lenigheid en klimvermogen veel sneller dan mensen kokosnoten kunnen plukken - werden vaak door hun eigenaars mishandeld, bijvoorbeeld wanneer ze rijpe kokosnoten aan de boom lieten hangen. Hierdoor kwam hij op het idee om de apen anders te gaan trainen. Zijn boeddhistische leermeester, de bekende monnik Phra Buddhadasa uit de nabijgelegen tempel Wat Suan Mokkha in Chaiya, moedigde hem aan apen op een positieve manier en zonder dwang te gaan lesgeven.
In 1957 begon hij een opleiding om apen kokosnoten te leren plukken en gaandeweg ontwikkelde hij hiertoe een nieuwe pedagogische methode. Aangezien de vangst van wilde apen in Thailand illegaal is, werden de studenten voor de apenschool - lampongapen of laponderapen (Macaca nemestrina) geheten - door hun eigenaren aangebracht.
De eerste fase bestaat uit de aap te laten wennen aan de mens, vervolgens wordt de aap geleerd hoe een kokosnoot om te draaien. Daarna wordt de kokosnoot op een paal geplaatst, later nog hoger op een boom. Na ongeveer zes maanden training is de aap ten slotte in staat om rijpe kokosnoten uit de bomen te plukken.
Na verloop van tijd werd Somporns methode een fenomeen en de apenschool de grootste van Zuid-Thailand. In 1993 droeg Somporn samen met zijn favoriete aap Khai Nui de provinciale vlag van Surat Thani in de openingsceremonie van de Nationale Spelen, die op dat moment in Surat Thani werden gehouden. Vanaf die tijd werd zijn school ook een toeristische attractie als voorbeeld van de diervriendelijke wijze waarop apen getraind konden worden.
Somporn overleed in 2002 na een hartaanval. Zijn school werd voortgezet door zijn dochter Somjai.